# Wspólnota administracyjna Leinetal
Wspólnota administracyjna Leinetal (niem. Verwaltungsgemeinschaft Leinetal) – wspólnota administracyjna w Niemczech, w kraju związkowym Turyngia, w powiecie Eichsfeld. Siedziba wspólnoty znajduje się w miejscowości Bodenrode-Westhausen.
Wspólnota administracyjna zrzesza sześć gmin wiejskich:
1. Bodenrode-Westhausen
2. Geisleden
3. Heuthen
4. Reinholterode
5. Steinbach
6. Wingerode

## Zmiany administracyjne
- 1 stycznia 2024 gminy Glasehausen oraz Hohes Kreuz przyłączono do miasta Heilbad Heiligenstadt